# John Miller (Missouri)
John Miller, född 25 november 1781 i Berkeley County, Virginia (i nuvarande West Virginia), död 18 mars 1846 i Florissant, Missouri, var en amerikansk demokratisk politiker. Han var Missouris guvernör 1826–1832 och ledamot av USA:s representanthus 1837–1843.
Miller var verksam som publicist i Ohio innan han flyttade till Missouri. Han deltog i 1812 års krig som överste i USA:s armé.
Miller efterträdde 1826 Abraham J. Williams som Missouris guvernör och efterträddes 1832 av Daniel Dunklin. År 1837 efterträdde han William Henry Ashley som kongressledamot och satt i representanthuset i sex år.
Miller avled 1846 i Florissant och gravsattes på en familjekyrkogård; gravplatsen flyttades senare till Bellefontaine Cemetery i Saint Louis. Miller County i Missouri har fått sitt namn efter John Miller.